# Islam contro cristianesimo
Islam contro cristianesimo è un libro di inchiesta giornalistica scritto da Giancarlo Giojelli, caporedattore e inviato speciale di Rai Due, pubblicato nel 2004.
L'autore indaga sulla nascita del fondamentalismo islamico, i suoi collegamenti internazionali e le ragioni profonde della guerra asimmetrica che l'estremismo jihādista sta conducendo contro la presenza cristiana in Occidente e in Oriente. Alla sua uscita il libro è stato oggetto di non poche polemiche e contestazioni da parte di quanti lo ritenevano eccessivamente allarmista; di contro, ha avuto apprezzamenti da parte di chi ha valutato positivamente l'indagine condotta dall'autore e le sue conclusioni che non intendono svalutare l'Islam in quanto tale ma le sue derivazioni fondamentaliste di cui sono vittime in tutto il mondo milioni di musulmani moderati.